# Cascina Gobba
Cascina Gobba è una stazione della linea M2 della metropolitana di Milano.

## Storia
La stazione venne inaugurata il 5 maggio 1968 come parte del primo tratto delle linee celeri dell'Adda, che andava da questa stazione a Gorgonzola. Secondo il progetto delle linee, l'edificio attuale sostituì la vecchia stazione tranviaria situata al termine di via Padova e risalente al 1879; presumendo una linea di continuità fra i due impianti si può considerare Cascina Gobba la più antica stazione non ferroviaria del trasporto pubblico milanese.
Inizialmente la stazione, così come l'intera linea, era servita esclusivamente dai tram per Vaprio e per Cassano; dal 28 settembre 1969 la tratta urbana fu servita anche dai treni della linea M2, della quale Cascina Gobba, ultima stazione nel territorio di Milano, divenne capolinea.
L'esercizio tranviario sulle linee celeri dell'Adda continuò fino al 4 dicembre 1972, quando venne sostituito dall'esercizio metropolitano; pertanto da tale data la stazione di Cascina Gobba fu servita esclusivamente dai convogli metropolitani, dei quali perse il ruolo di capolinea in favore di Gorgonzola.
Dal 7 giugno 1981, con l'attivazione della diramazione per Cologno Monzese, divenne stazione di diramazione.
Dal 1999 la stazione presenta l'interscambio con il MeLA, il people mover automatico da e per l'ospedale San Raffaele, accessibile solamente con un biglietto dedicato.

## Strutture e impianti
La stazione è situata in via Padova, all'altezza dell'antica Cascina Gobba (da cui prende il nome), all'interno del territorio del comune di Milano. È posta su di un viadotto lungo circa 290 metri che scavalca via Rizzoli, il fiume Lambro, la tangenziale e la SS 11. È la più grande stazione in viadotto della rete metropolitana, avendo un'area complessiva di 3600 metri quadri.
La struttura si compone di due viadotti paralleli ospitanti due binari ciascuno. L'edificio è formato da 6 campate con 3 banchine, con travate in cemento armato precompresso, fra le prime applicate in Italia. Sotto i binari è presente un mezzanino che ospita i locali tecnici e per il pubblico.
La stazione è situata all'interno dell'area urbana della metropolitana milanese ed è l'ultima stazione in cui valgono gli abbonamenti urbani ATM; prima dell'entrata in vigore, nel 2019, dell'attuale sistema tariffario STIBM, costituiva il limite di validità anche per i biglietti singoli adatti per la circolazione all'interno di Milano, limite che peraltro rimane per lo speciale abbonamento a prezzo ridotto per gli anziani residenti.
Cascina Gobba è l'unica stazione della metropolitana milanese che possiede quattro binari (tutti in uso per il servizio passeggeri). Precedentemente, anche nelle stazioni di Garibaldi FS e Gorgonzola sempre della M2 erano presenti quattro binari; attualmente a Garibaldi uno dei due binari laterali è stato rimosso e quello superstite viene impiegato solo saltuariamente per il trasferimento di materiale della linea M5, mentre a Gorgonzola i due binari esterni sono stati entrambi eliminati.

## Movimento
La stazione è servita dai treni diretti ai due capilinea della metropolitana e rappresenta la stazione di diramazione. In alcuni casi, i treni provenienti da Milano vengono limitati a questa stazione.

## Servizi
Le banchine a servizio dei binari sono collegate tra loro tramite il fabbricato viaggiatori e sono accessibili ai portatori di disabilità grazie a dei montascale. Inoltre, sono presenti scale mobili a servizio delle varie banchine. L'area dedicata al traffico viaggiatori è dotata di un impianto di videosorveglianza.
- Biglietteria a sportello, presso l'edicola
- Biglietteria automatica
- Servizi igienici
- Negozi (edicola)

## Interscambi
Nel grande piazzale antistante la stazione effettuano fermata diverse linee urbane ed extraurbane gestite da ATM. In futuro, vi sarà anche il capolinea della tranvia interquartiere nord.
- Fermata autobus[11]
- People mover (Cascina Gobba-Ospedale San Raffaele, MeLA)